# Pneophyllum zostericola
Pneophyllum zostericola (Foslie) Kloczcova, 1987 é o nome botânico de uma espécie de algas vermelhas pluricelulares do gênero Pneophyllum, família Corallinaceae, subfamília Mastophoroideae.
- São algas marinhas encontradas no Japão, Coreia, China, Rússia e na América do Norte (Alasca e Columbia Britânica).

## Sinonímia
- Lithophyllum zostericola Foslie, 1900
- Melobesia zostericola (Foslie) Foslie, 1907
- Heteroderma zostericola (Foslie) Foslie, 1909
- Fosliella zostericola (Foslie) Segawa, 1976